# Municipio de Black River (condado de Butler)
Black River Township es una subdivisión territorial del condado de Butler, Misuri, Estados Unidos. Según el censo de 2020, tiene una población de 1665 habitantes.
Es una subdivisión exclusivamente geográfica, por cuanto el condado de Butler no utiliza la herramienta de los townships como municipios.

## Geografía
La subdivisión está ubicada en las coordenadas 36°52′57″N 90°26′3″O / 36.88250, -90.43417. Según la Oficina del Censo, tiene una superficie total de 132.99 km², de los cuales 132.01 km² corresponden a tierra firme y 0.98 km² están cubiertos de agua.

## Demografía
Según el censo de 2020, hay 1665 personas residiendo en la zona. La densidad de población es de 12.6 hab./km². El 92.55 % de los habitantes son blancos, el 1.62 % son afroamericanos, el 0.06 % es amerindio, el 0.84 % son asiáticos, el 0.66 % son de otras razas y el 4.26 % son de una mezcla de razas. Del total de la población, el 2.04 % son hispanos o latinos de cualquier raza.